# 汤基帕拉乌帕齐拉
汤基帕拉乌帕齐拉是孟加拉国达卡专区戈巴尔甘尼县的乌帕齐拉。这个乌帕齐拉是谢赫·穆吉布·拉赫曼和谢赫·哈西娜的出生地。